# The Ironix
The Ironix sind ein deutsches DJ-/ Musikproduzenten-Duo. Die Gründungsmitglieder Felix Eickhoff und Simon Reichardt arbeiten seit Kindestagen gemeinsam als DJs und Produzenten.

## Geschichte
Felix Eickhoff wurde am 30. Dezember 1994 in Freiburg im Breisgau geboren. Simon Reichardt wurde am 30. November 1994 in Bergisch Gladbach geboren und verbrachte seine Jugend im badischen Waldkirch. Er begann dort bereits während seiner Schulzeit an einer Freiburger Waldorfschule zunächst als DJ zu arbeiten.
Felix Eickhoff und Simon Reichardt lernten sich in Freiburg auf der Schule kennen und waren zunächst als DJs aktiv. Dabei bedienten sie zunächst die Genres Progressive House und Electro House. Sie spielten zunächst vor allem in Freiburg und Umgebung. Später konzentrierten sie sich vor allem auf die Produktion.
2009 nannten sie sich durch den Vorschlag eines Freundes The Ironix. Erstmals erregten sie Aufmerksamkeit über einen inoffiziellen Remix des Songs Counting Stars von OneRepublic, der es auf SoundCloud und YouTube auf etwa 600.000 Streams brachte. Eigene Singles entstanden ab 2015. Anschließend produzierten sie für Helene Fischer. Beteiligt waren sie 2019 an zehn von vierzehn Songs des Albums Boss Bitch von Katja Krasavice.
2020 unterschrieben sie einen globalen Verlagsvertrag mit der Bertelsmann Music Group. Im selben Jahr produzierten sie den Hit No te vayas für die Reggaeton-Künstler Yandel und J Balvin, der das Duo auch international bekannt machte.
2022 erreichten sie zusammen mit Salim Montari und einer Neubearbeitung des Kinderliedes A Ram Sam Sam erstmals die deutschen Charts auf Platz 70. Im selben Jahr kamen sie mit Coachella in Kooperation mit Nullzweizwei erneut in die Charts.

## Diskografie

### EPs
- 2015: Lost in the Water

### Singles
- 2013: Freiburg
- 2015: Obsessed (feat. Philip Braun)
- 2015: Lost in the Water
- 2016: Tequila
- 2016: Abnormal Love (feat. Mikey.)
- 2018: I Wanna Dance with Somebody (mit Méke)
- 2022: AramSamSam (mit Salim Montari)
- 2022: Coachella (mit Nullzweizwei)
- 2022: TikTok (mit Cenkgo)[6]

### Produktionen in den Charts
| Jahr | Titel Album           | Höchstplatzierung, Gesamtwochen, AuszeichnungChartplatzierungen (Jahr, Titel, Album, Platzierungen, Wochen, Auszeichnungen, Anmerkungen) | Höchstplatzierung, Gesamtwochen, AuszeichnungChartplatzierungen (Jahr, Titel, Album, Platzierungen, Wochen, Auszeichnungen, Anmerkungen) | Höchstplatzierung, Gesamtwochen, AuszeichnungChartplatzierungen (Jahr, Titel, Album, Platzierungen, Wochen, Auszeichnungen, Anmerkungen) | Anmerkungen                                                                              |
| Jahr | Titel Album           | DE | AT | CH | Anmerkungen                                                                              |
| ---- | --------------------- | --- | --- | --- | ---------------------------------------------------------------------------------------- |
| 2018 | Cika Cika Rahat       | DE90 (5 Wo.)DE | — | CH40 (2 Wo.)CH | Erstveröffentlichung: 10. August 2018 Interpret(en): Ardian Bujupi, Xhensila & Master HP |
| 2019 | Gucci Girl Boss Bitch | DE21 (2 Wo.)DE | AT21 (1 Wo.)AT | CH80 (1 Wo.)CH | Erstveröffentlichung: 26. Juli 2019 Interpret(en): Katja Krasavice                       |
| 2020 | Casino Boss Bitch     | DE44 (9 Wo.)DE | — | — | Erstveröffentlichung: 20. Dezember 2019 Interpret(en): Katja Krasavice                   |
| 2020 | BumBum                | DE99 (1 Wo.)DE | — | — | Erstveröffentlichung: 7. Februar 2020 Interpret(en): Ivana Santacruz                     |
| 2022 | Tranova Aventura      | — | — | CH77 (1 Wo.)CH | Erstveröffentlichung: 1. April 2022 Interpret(en): Ardian Bujupi                         |
| 2022 | Lotto Aventura        | — | — | CH28 (3 Wo.)CH | Erstveröffentlichung: 6. Mai 2022 Interpret(en): Ardian Bujupi                           |

### Remixe
- 2016: Kerstin Ott: Scheissmelodie
- 2018: Jen Jis & Fedder: Keep Us Apart
- 2019: C Arma: Yapma (Jumpa Remix)